# Halsbandskungsfiskare
Halsbandskungsfiskare (Todiramphus chloris) är en fågel i familjen kungsfiskare inom ordningen praktfåglar med vid utbredning från Röda havet till Stilla havet. Efter DNA-studier har ett antal tidigare underarter urskilts som egna arter.

## Utseende och läte
Halsbandskungsfiskaren är en 22-29 centimeter lång fågel, varierande blå eller grön ovan, vit eller beige under, med ett vitt halsband. Vissa underarter (se nedan) har ett vitt eller beige ögonbrynsstreck, medan andra har en vit fläck mellan ögat och näbben, ibland också ett svart ögonstreck. Den stora näbben är svart, blekgul längst in på undre näbbhalvan. Honan tenderar att vara grönare än hanen, medan ungfågeln är mattare med mörk fjällning på hals och bröst. Fågeln har ett antal olika läten som varierar geografiskt. Det mest typiska är högljutt, hårt och metalliskt.

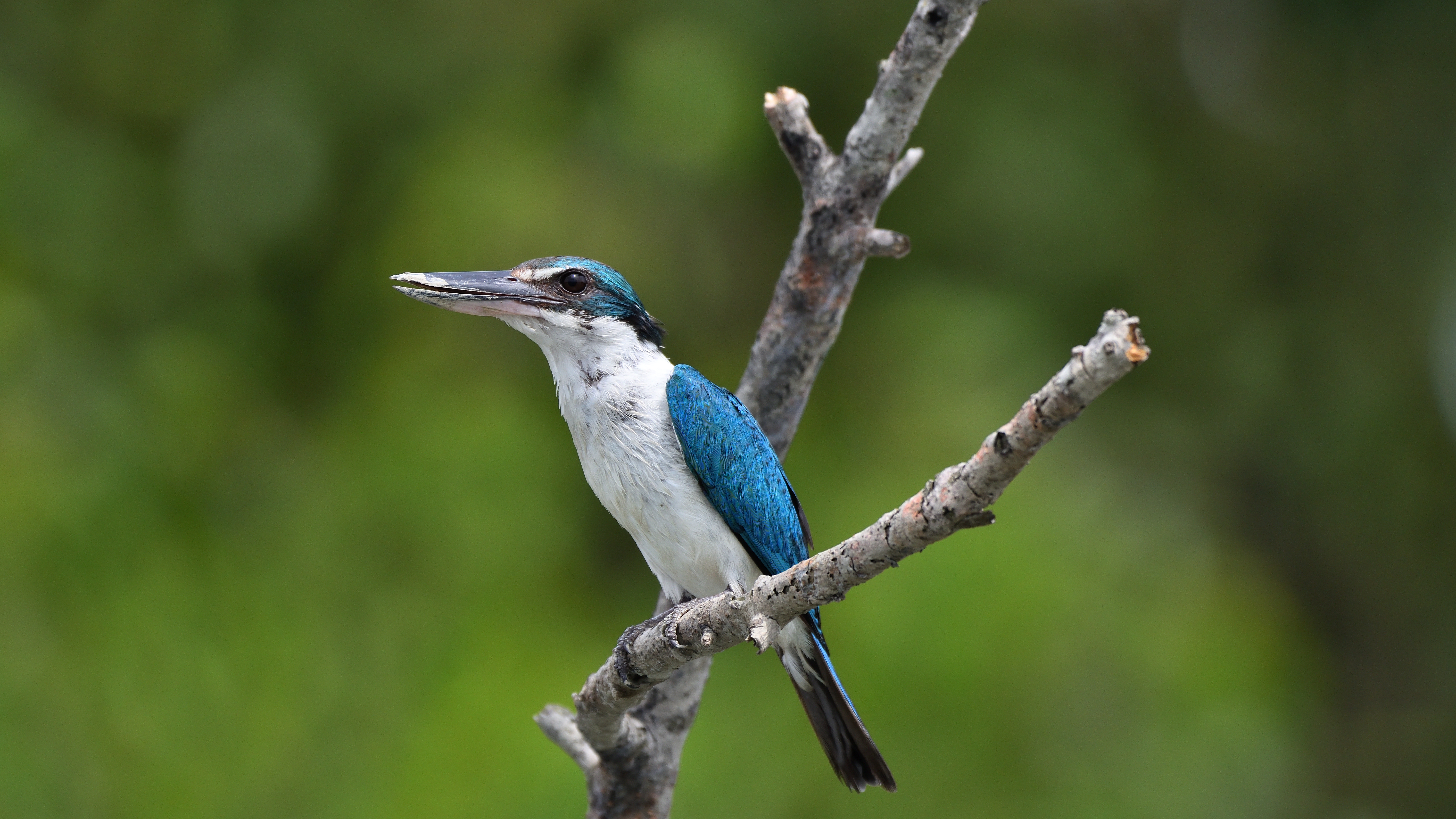
Halsbandskungsfiskare av underarten humii i Sunderban, Västbengalen, Indien.

## Utbredning och systematik
Halsbandskungsfiskare delas numera oftast in i 14 underarter, här fem grupper:
- Todiramphus chloris abyssinicus – förekommer från västra kusten av Röda havet till spetsen på Adenviken
- Todiramphus chloris kalbaensis – förekommer längs sydkusten av Arabiska halvön till nordvästligaste delen av Oman
- humii-gruppen
  - Todiramphus chloris humii – förekommer från kustnära nordöstra Indien (Västbengalen) och Bangladesh österut till Myanmar, Malackahalvön (inklusive ön Tioman och Merguiarkipelagen) och nordöstra Sumatra
  - Todiramphus chloris vidali – förekommer på Indiska halvön (Ratnagiri District)
  - Todiramphus chloris davisoni – förekommer på Andamanerna och Cocosöarna (Indiska oceanen)
  - Todiramphus chloris armstrongi – förekommer i inlandet från Myanmar och Thailand till Kambodja, södra Laos och Vietnam
- Todiramphus chloris occipitalis – förekommer på Nicobarerna
- chloris-gruppen
  - Todiramphus chloris chloropterus – förekommer på öarna utanför västra Sumatra (utom Enggano)
  - Todiramphus chloris azelus – förekommer på ön Enggano utanför sydvästra Sumatra
  - Todiramphus chloris palmeri – förekommer på Java, Bali och angränsande öar i Javasjön
  - Todiramphus chloris laubmannianus – förekommer på södra Sumatra, Borneo och intilliggande öar
  - Todiramphus chloris collaris – förekommer på Filippinerna, Suluöarna och Palawan
  - Todiramphus chloris chloris – förekommer från Sulawesi till nordvästra Nya Guinea och Små Sundaöarna
  - Todiramphus chloris teraokai – förekommer på Palauöarna (västra Karolinerna)

### Uppdelning i flera arter
DNA-studier visar att halsbandskungsfiskaren så som den traditionellt är konstituerad är parafyletisk gentemot flera andra arter kungsfiskararter i Stilla havet. Följande taxon har därför lyfts ut ur halsbandskungsfiskaren och anses numera vara egna arter:
- Stillahavskungsfiskare (T. sacer)
- Louisiadkungsfiskare (T. colonus)
- Torreskungsfiskare (T. sordidus)
- Marianerkungsfiskare (T. albicilla)
- Melanesisk kungsfiskare (T. tristrami)

## Levnadssätt
Halsbandskungsfiskaren förekommer vanligast i kustområden, framför allt i mangroveträsk, men bebor även jordbruksområden, öppet skogslandskap, gräsmarker och trädgårdar. I vissa delar av utbredningsområdet, särskilt på öar, kan den ses längre inåt land i skog eller berg. Den ses ofta sitta synligt på ledningar, stenar eller grenar.

### Föda

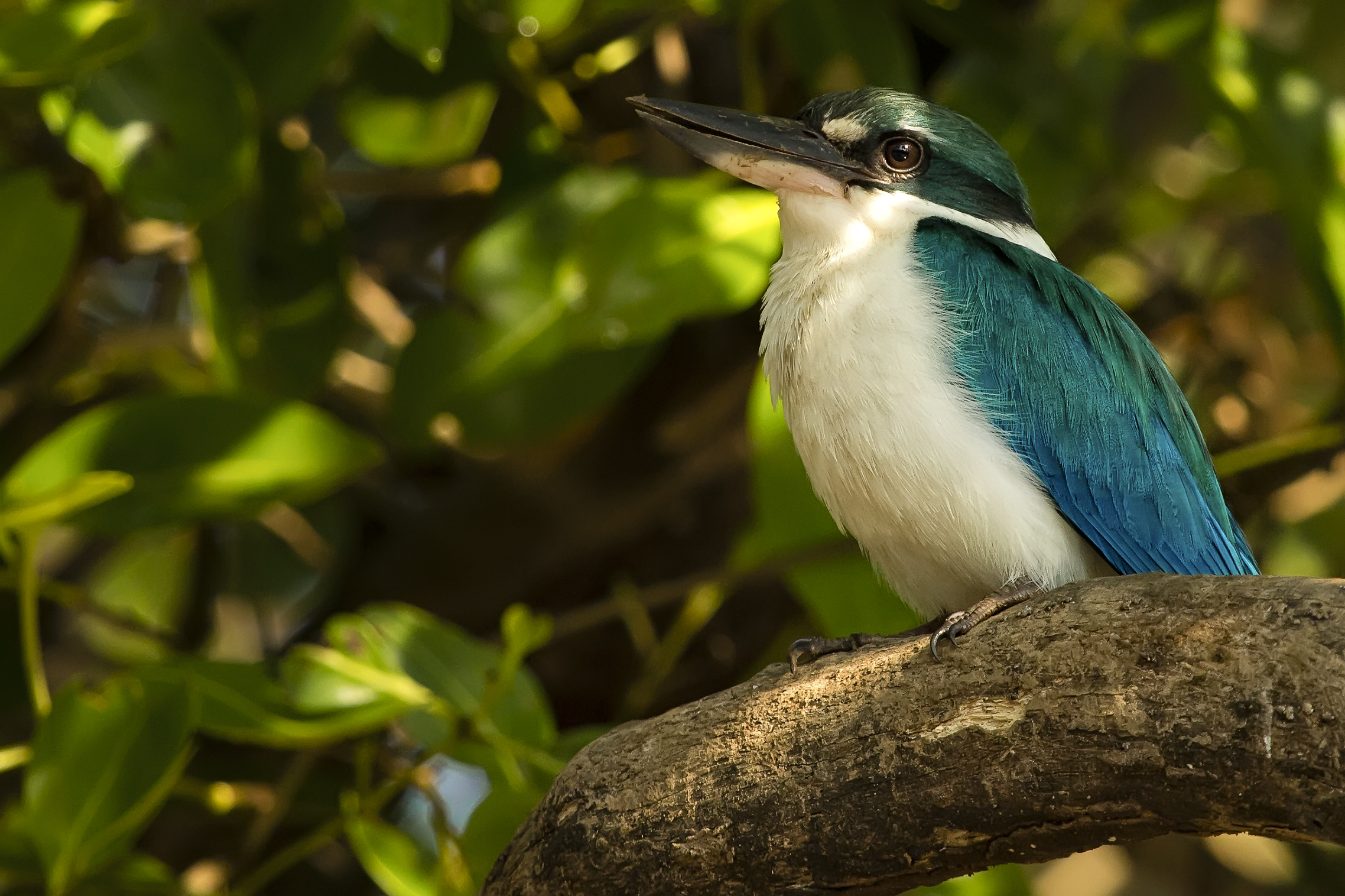
Vid floden Zuari i Goa, Indien.

I kustnära områden är favoritfödan små krabbor, men den kan även inta insekter, maskar, sniglar, räkor, grodor, ödlor, småfisk och ibland även småfåglar. Den sitter nästan orörlig i långa perioder och väntar på ett byte. Efter fångst återvänder den till samma sittplats där den slår bytet mot en gren. 

### Häckning
Arten häckar i ett hålutrymme, antingen ett naturligt trädhål eller ett som den själv gräver ut i ruttet trä, en termitstack eller en jordbank. Den kan också ta över gamla hackspettshål. Två till sju ägg läggs direkt på golvet utan bomaterial. Båda könen ruvar äggen och matar ungarna som lämnar boet 44 dagar efter kläckning. Den lägger ofta två kullar. 

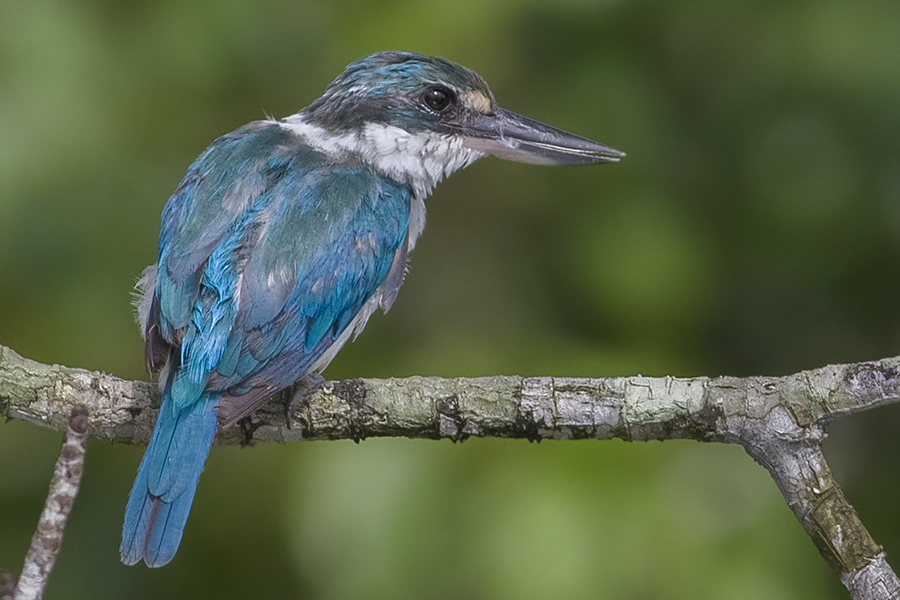
Ungfågel i Sundarbans nationalpark i Västbengalen, Indien.

## Status och hot
Arten har ett mycket stort utbredningsområde och beskrivs som vida spridd och vanlig till mycket vanlig. Den anses dock minska i antal på grund av exploatering i mangroveträsk. Den tros också vara sårbar för plötsliga händelser som tropiska stormar. Internationella naturvårdsunionen IUCN kategoriserar den som livskraftig (LC), men inkluderar även arterna sacer, colonus, sordidus, albicilla och tristrami i bedömningen. Underarten kalbaensis i Förenade Arabemiraten är mycket fåtalig med en population på 55 par eller färre som nästan enbart är begränsad till Khor Kalba, även om den nyligen konstaterats häcka även i Khor Shinass i Oman.